# بلیندرن

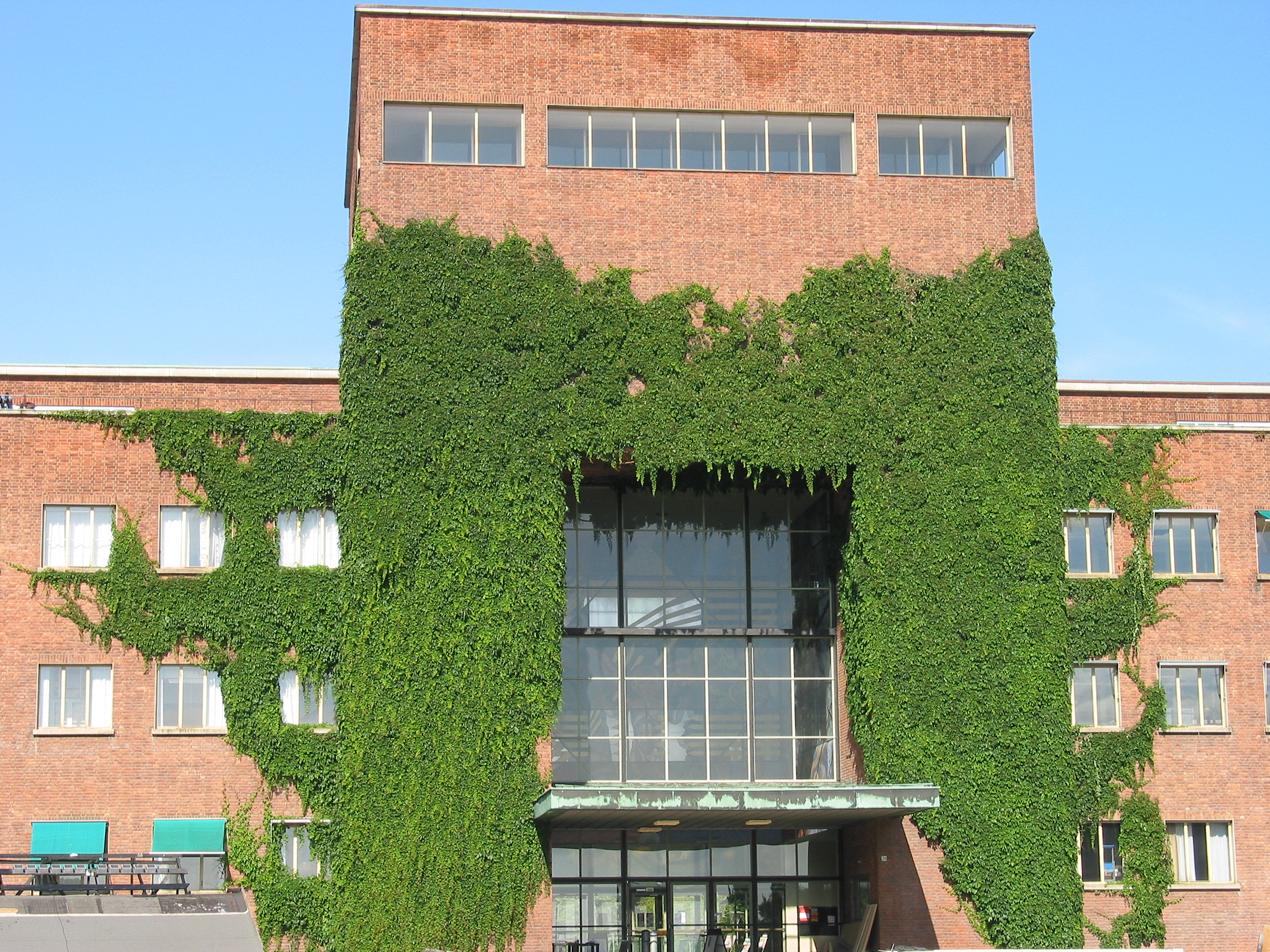
گروه و ساختمان فیزیکِ دانشگاه بلیندرن، دومین ساختمانِ بناشده در پردیس دانشگاه

بلینْدَرن (به نروژی: Blindern) منطقه‌ای است در اسلو، پایتخت نروژ، که از نظر مکانی بین دو منطقهٔ وِستره آکَر و نوردره آکَر واقع شده‌است. بلیندَرن، بیشترین شهرتِ خود را به‌دلیل واقع شدنِ دانشگاه اسلو در آن داراست؛ اما این محل دارای اماکن مسکونی نیز هست.
ایستگاه متروی بلیندَرن نیز یکی از ایستگاه‌های متروی اسلو است و در همین منطقه واقع شده‌است.